# Dimităr Dimov
Dimităr Todorov Dimov (în bulgară: Димитър Тодоров Димов; n. 25 iunie 1909, Loveci, Loveci, Bulgaria – d. 1 aprilie 1966, București, România) a fost un scriitor și chirurg veterinar bulgar.
Fiica sa, Teodora Dimova, este de asemenea scriitoare.
În scrierile sale, analizează cu finețe procesele psihologice și critică unele aspecte ale societății bulgare.

## Opera

### Romane
- 1938: Locotenentul Benț ("Porucik Benț");
- 1945: Suflete osândite ("Osadeni duși"); Suflete condamnate ecranizat în 1975
- 1951: Tutunul ("Tiutiun" - Тютюн); Tutunul ecranizat în 1962 de regizorul Nikola Korabov.

### Teatru
- 1958: Femei cu trecut ("Jeni s minalo");
- 1960: Cine este responsabilul? ("Vinovniiat").